# アルマーニ
ジョルジオ・アルマーニS.p.A.は、1975年にジョルジオ・アルマーニにより設立されたファッションブランド、およびレジャーブランド。
ファッション業界で権威のあるブランドの一つで、メインブランド「ジョルジオ・アルマーニ」のほか、複数の姉妹ブランド、化粧品、リゾート、高級レストランなど多彩な事業を展開し、「アルマーニ」と総称される。

## 企業活動
事業内容は、メインとなるアパレル、化粧品のほか、リゾート開発、高級レストラン、チョコレート商品など多岐に渡る。

### アパレル・化粧品関連
メインブランドの「ジョルジオ・アルマーニ」（GA）、セカンドラインの「エンポリオ・アルマーニ」（EA）の2つが柱。他にも、エンポリオ・アルマーニのスポーツライン「EA7」、アルマーニ版ファストファッション「A/X ARMANI EXCHANGE」を展開する。
GA、EAについては、メンズ、ウィメンズともにミラノ・コレクションを毎年2回発表している。
GA、EAの紳士服についてはオーダーメイドの「メイド・トゥ・メジャー」というサービスを行っている。2006年からはGAの最高級オーダーメイドとして「ハンドメイド・トゥ・メジャー」をスタートさせた。
婦人服については、2005年からフランスのオートクチュール組合に加盟し、オートクチュールライン「GIORGIO ARMANI PRIVE」をパリで新たに発表した。
「A/X ARMANI EXCHANGE」は、1991年にスタートし、第1号店がニューヨークのソーホーにオープンした。生産拠点をアジアに置いて若年層をターゲットにしている。アルマーニが25％を出資し、シンガポールのOngグループが1994年にライセンスを得て展開していたが、2015年に自社直営化された。直営化以前の日本での事業会社は、ジョルジオ・アルマーニ・ジャパン子会社のプレシディオ・ジャパン。
時計（EA、A/X）は、1997年にスタートし、ライセンスを受けた米国のフォッシル、サングラス、メガネフレームは同じくライセンスを受けたメーカー（2013年以降ルックスオティカ、それ以前はサフィログループ）が展開している。なお、時計に関し、ジョルジオ・アルマーニ(GA)の時計はすべてスイス製の高級腕時計である。一方、エンポリオ・アルマーニ(EA)の腕時計は低価格帯だが、その一部はスイスで製造されている。
化粧品部門「ジョルジオ・アルマーニ・コスメティックス」でメイクアップ、スキンケア、香水も展開しており、1980年にロレアルグループ（旧ヘレナ・ルービンシュタイン社）とライセンス契約を結んだ。

### インテリア、飲食関連
また、インテリア「ARMANI CASA」もスタートさせ、2004年にはARMANI HOTELS AND RESORTSの開発にも着手した。日本人シェフの松久信幸と提携したレストラン「ARMANI/NOBU」をミラノで運営している。
またエマール・プロパティーズと提携し、ドバイのブルジュ・ハリファに2010年4月、アルマーニ・ホテル・ドバイをオープンした。
現在は、ファッションブランドの枠を超え、トータル・ライフスタイル提案型の巨大ファッション・ブランドにまで成長した。創業者のジョルジオ・アルマーニは、インタビューで次のように答えている。「あくまでもナチュラルで、着心地がよく、現代生活にマッチするもの。そんなデザインを追求していくと、自然とシンプルなものになっていく」(marie claire Japon/1998年1月号)。「ファッションでも、いささか奇抜なディテールで人を驚かせようとする意図がはっきり感じられるのは、無意味だと思うんだ。まあ、意味がないし、不安にもさせられる」アルマーニの服には、時代を超えたエレガンスがあり、究極のモダニズムが宿っていると評されている(Esquire日本版/1998年3月号)。

### 主なブランドとその事業

#### ファッション・ビューティ
本社直営
- ジョルジオ・アルマーニ（GIORGIO ARMANI） - メインブランド
PRIVE - オートクチュールライン
HANDMADE TO MEASURE - オーダーメイドサービス
JUNIOR - 子供服
BABY - 子供服
- エンポリオ・アルマーニ（EMPORIO ARMANI） - セカンドライン
EA7 - エンポリオ・アルマーニのスポーツライン
- アルマーニ・エクスチェンジ

ロレアルグループ保有
- GIORGIO ARMANI COSMETICS - 化粧品・香水

#### かつて存在したライン
- アルマーニ・レ・コレツィオーニ（ARMANI LE COLLEZIONI） - ビジネスファッション
- アルマーニ・コレツィオーニ（ARMANI COLLEZIONI） - ビジネスファッション

#### その他事業
インテリア
- アルマーニ・カーザ

リゾート・レストラン・飲食事業
- ARMANI NOBU - ミラノにレストランを出店している。日本人シェフの松久信幸監修。
ARMANI RISTORANTE - 東京(「アルマーニ銀座タワー」10F)、ニューヨークにレストランを出店している。
ARMANI DOLCI - ミラノ、ミュンヘン、香港、東京(アルマーニ銀座タワー1F)、上海、ドバイ、ニューヨークに出店し、チョコレート商品を主に展開する。
EMPORIO ARMANI CAFFE - 東京(「エンポリオ・アルマーニ青山」1F)、ミラノ、ロンドン、パリ、ニューヨーク、サンフランシスコなどにカフェを出店している。
ARMANI BAR - 東京(銀座)、ミラノ、香港にあるバー。なお、東京の店舗は、アルマーニ銀座タワー11Fで「ARMANI / RISTORANTE WINE LOUNGE」として営業している。
ARMANI HOTELS AND RESORTS - 2010年4月にドバイに、2011年11月にミラノにそれぞれ開業した。

### 沿革
- 1975年 - ジョルジオ・アルマーニが41歳のとき、セルジオ・ガレオッティと共に自らの会社を設立し、自社商品（メインブランド）を発表。通称「ブラックレーベル」。以後、アレグリ、バグッタ、ジボ、ヒルトン、ヒットマン、モンテドーロ、シコンズ、スピリト、ウンガロ、エルメネジルド・ゼニア、ロエベなど、多彩なブランドのデザインも引き受けていた(レナータ・モルホ著「ジョルジオ・アルマーニ　帝王の美学」84頁より)。
- 1979年 - ディフュージョンライン「ARMANI LE COLLEZIONI」と「MANI」を発表。通称「ホワイトレーベル」。
- 1980年 - 映画『アメリカン・ジゴロ』でリチャード・ギアの衣装を担当。これが、アルマーニの初めてのオフィシャルでの衣装協力であり、アルマーニの世界的な成功が始まる。
- 1981年 - セカンドライン「EMPORIO ARMANI」を発表。同年「ARMANI JEANS」も発表。
- 1999年 - 新たにアクセサリー部門を創設。またアパレルとしては最初期のeコマースサイト「www.giorgioarmani.com」を立ち上げると同時に、「www.armaniexchange.com」によりアメリカでスタート。
- 2000年 -「ジョルジオ アルマーニ コスメティックス」と「アルマーニ カーザ」を開始。ニューヨーク市のソロモン・R・グッゲンハイム美術館にて、大回顧展「ジョルジオ・アルマーニ展」をスタート。その後数年をかけ、スペイン、ドイツ、イギリス、イタリア、日本、中国を巡回した。 ビジネススタイルの「ARMANI COLLEZIONI」を発表。
- 2001年 - 安藤忠雄の設計による劇場「アルマーニ・テアトロ」が、ミラノ南西ポルタ・ジェノヴァ地区にオープン。
- 2004年 -「アルマーニ・ラグジュアリーホテル&リゾート」を設立。「エンポリオ・アルマーニ」のスポーツライン「EA7」をスタート。
- 2005年 - オートクチュールライン「GIORGIO ARMANI PRIVE」を発表。メルセデス・ベンツとコラボレーションし、CLK500カブリオレのボディカラーとインテリアをコーディネートした特別仕様車「メルセデス・ベンツ CLKデジーノ」を発表。
- 2006年 - メンズのオーダーメイドライン「GIORGIO ARMANI HANDMADE TO MEASURE」をスタート。トリノオリンピックでは、聖火ランナーを務め、ミラノ市内を走り抜けた。
- 2007年 -アルマーニ社とサムスン電子とのコラボによる携帯電話「GIORGIO ARMANI PHONE」をヨーロッパで発売。
- 2008年 -アルマーニ社とサムスン電子とのコラボによる携帯電話「EMPORIO ARMANI PHONE」をヨーロッパで発売。
- 2009年 -「EMPORIO ARMANI PHONE」の日本仕様版「SoftBank 830SC」が、「ソフトバンクモバイル」より9月18日発売。
- 2010年 - アルマーニ社として、世界初となる「アルマーニ・ホテル・ドバイ」が、ドバイの「ブルジュ・ハリファ」内に4月27日にオープン。
- 2011年 - アルマーニ・ホテル2号店となる「アルマーニ・ホテル・ミラノ」が、ミラノの中心街、モンテナポレオーネ通りに面した「マンゾーニ通り」に11月10日にオープン。
- 2018年 - 「ARMANI COLLEZIONI」と「ARMANI JEANS」を統合。

## 慈善活動（プロダクトRED）
プロダクトRED（レッド）とは、民間企業から世界エイズ・結核・マラリア対策基金（グローバルファンド）への持続的な資金の流れをつくる寄付の仕組みである。ロックバンドU2のヴォーカルボノと国際NGOであるDATAのボビー・シュライバーが発起人となり、2006年1月26日、スイスのダボスで開催された世界経済フォーラムにおいて発表され、ジョルジオ・アルマーニも賛同した。 
「(PRODUCT) RED」と称する共通ブランド商品を開発・製造し、その販売収益の一部を世界基金に継続的に寄付する仕組みで、これによって得られた資金はグローバルファンドのアフリカでのエイズ対策支援に役立てられる。日本においては、エンポリオ・アルマーニのショップで、「(PRODUCT) RED」のタグのついた商品が購入可能である。
プロダクトRED商品の売上により、これまでに約1億3000万ドル（2009年3月現在）が世界基金に寄付されている。この寄付はルワンダ、スワジランド、ガーナ、レソトにおけるエイズ対策資金として活用され、これまでに400万人が支援を受けている。
2006年11月の来日時に、U2のボノが安倍晋三首相を表敬訪問した際、自らの活動に関連してリーダーシップの発揮を求めたほか、日本の発展途上国 （特に東南アジア）への援助と、2000年の九州・沖縄サミットで日本が提案して創設につながったグローバルファンドによりエイズ患者の手に治療薬が渡っていることを賞讃した。この際、REDとエンポリオ・アルマーニのコラボレーションモデルのサングラスを贈り、安倍首相がこれを掛けるという場面もあった。 
主な支援実績
- 11万人以上のHIV感染者にエイズ治療薬を提供
- 340万人以上にHIV抗体検査・カウンセリングを実施
- HIVに感染した妊婦7万人以上へ母子感染予防のための治療を提供
- 医療施設への資金支援、医療従事者の育成やエイズ遺児のケアへの支援

## ギャラリー

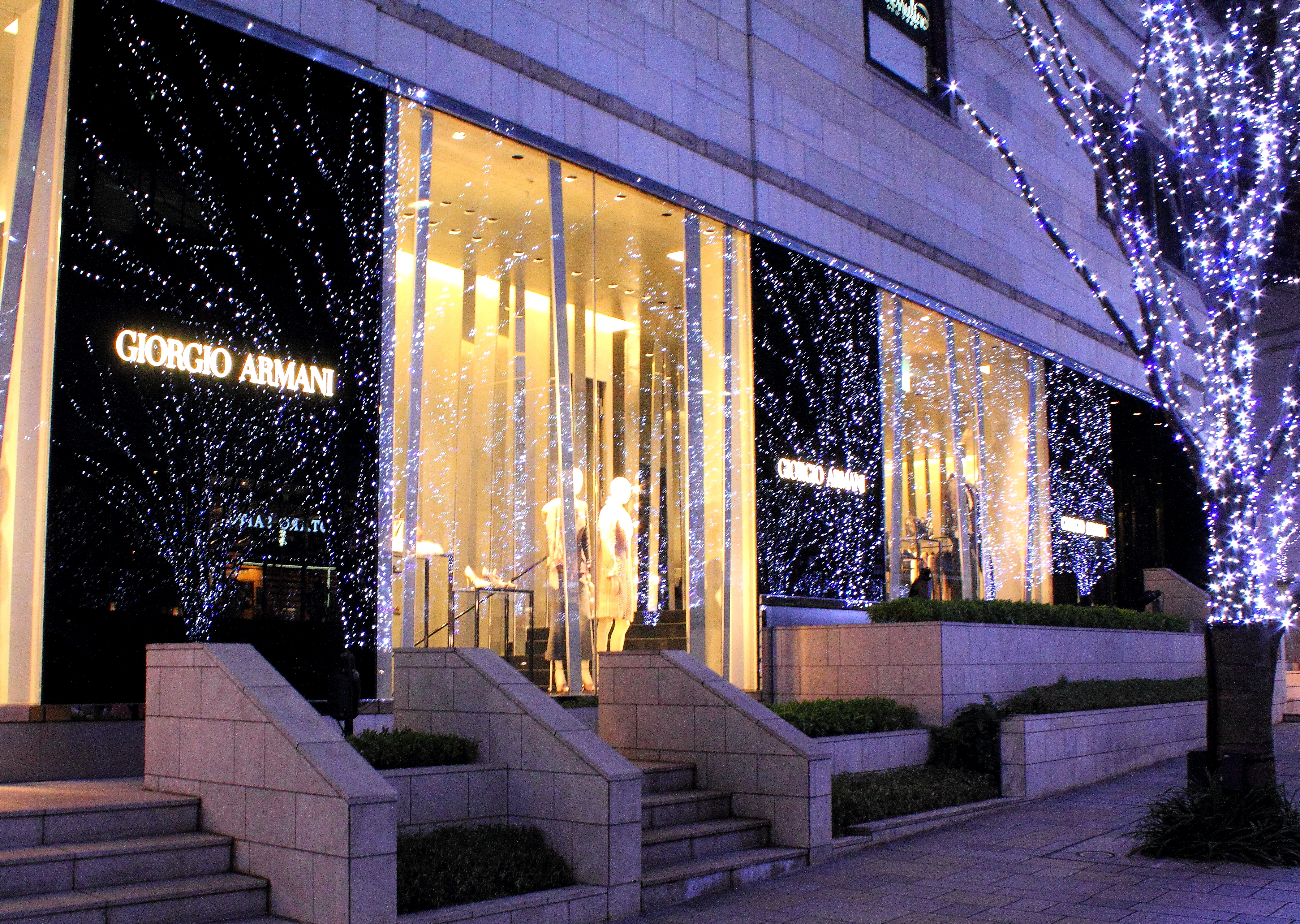
ジョルジオ・アルマーニ 六本木ヒルズ店
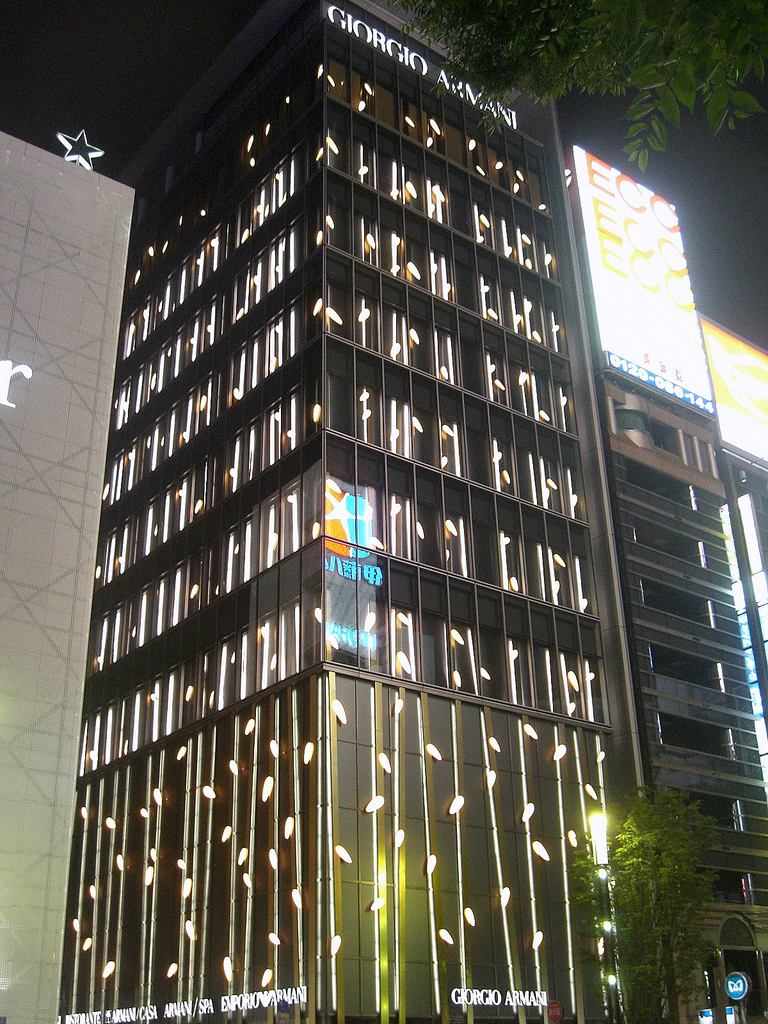
ジョルジオ・アルマーニ 銀座タワー
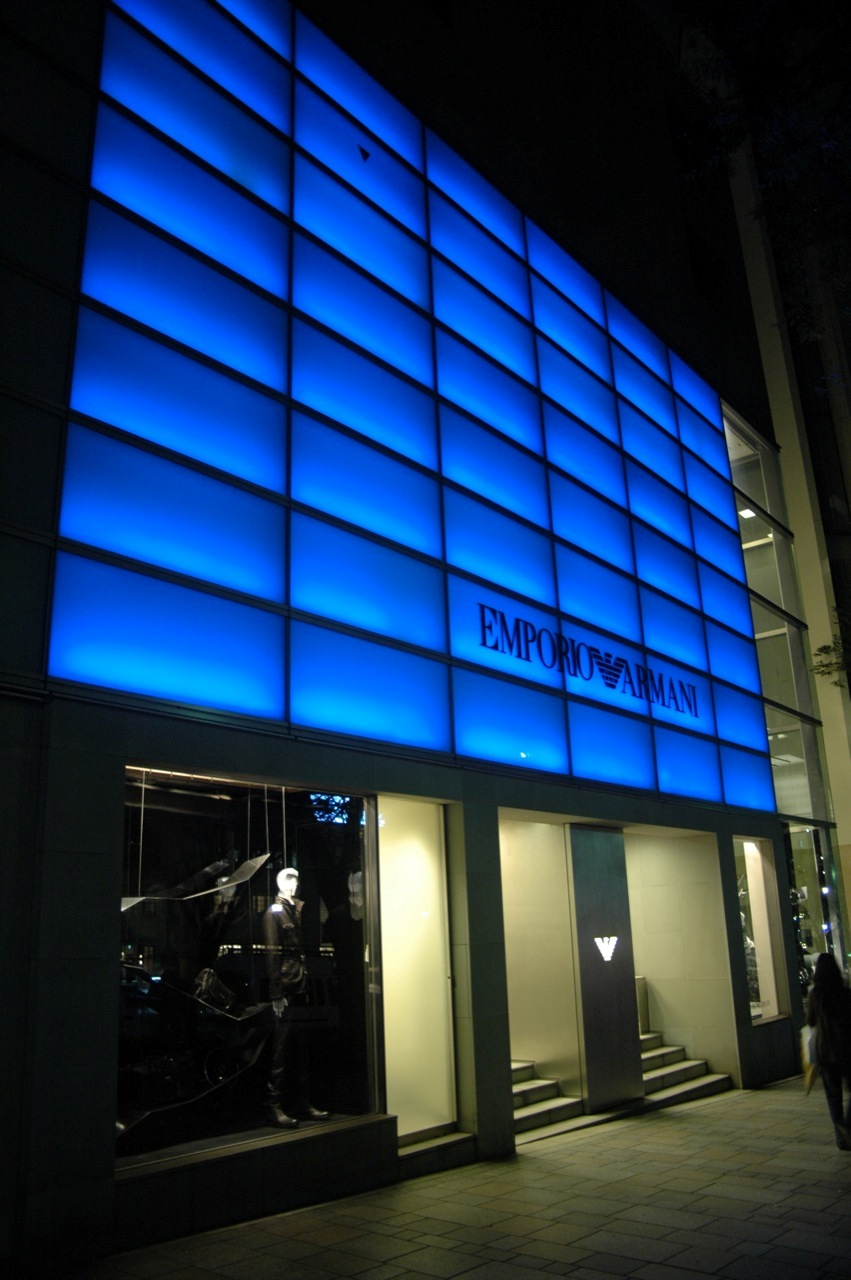
エンポリオ・アルマーニ 青山店（表参道）
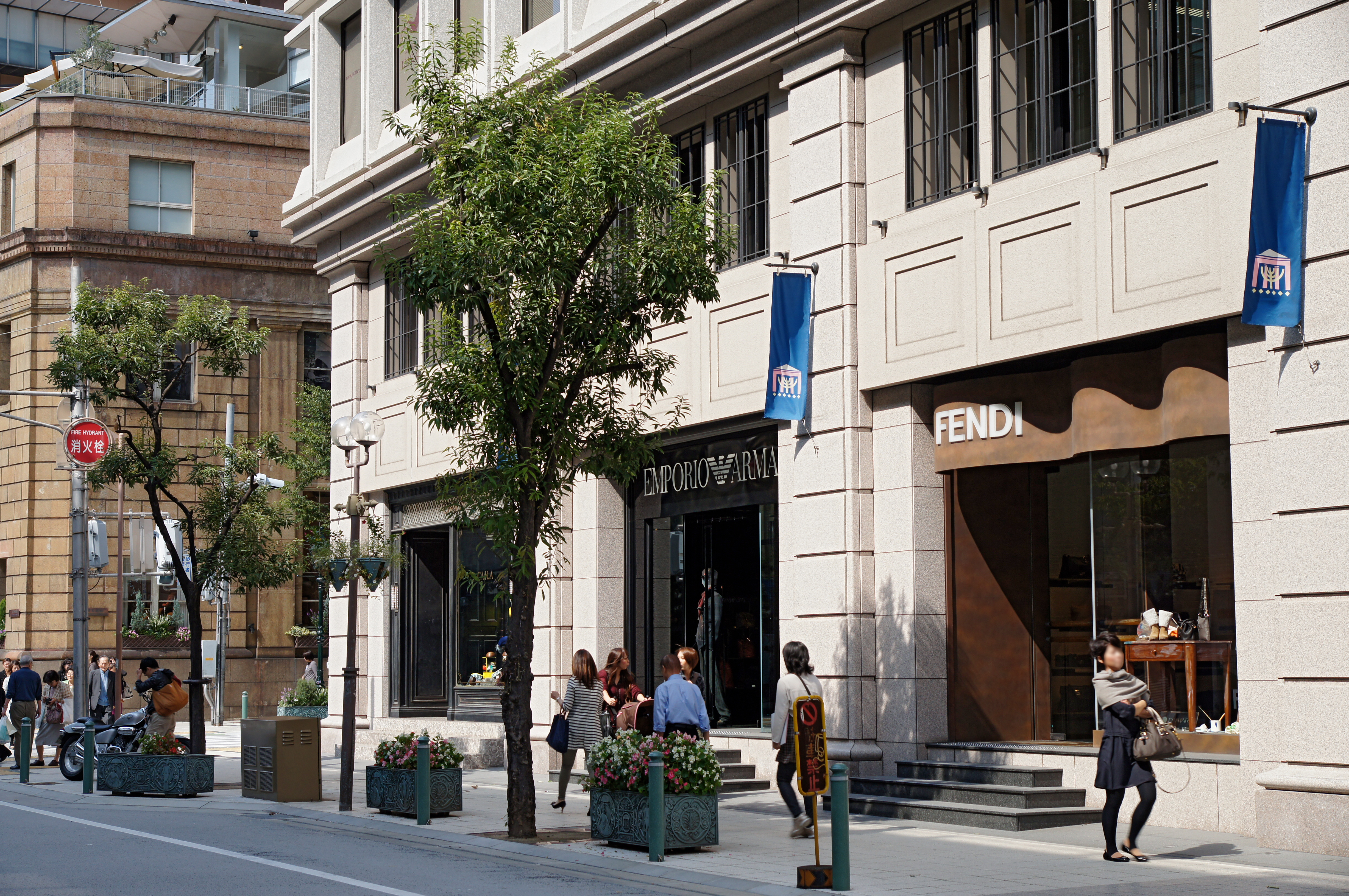
エンポリオ・アルマーニ 神戸店